# Caliagrion
Caliagrion is een geslacht van libellen (Odonata) uit de familie van de waterjuffers (Coenagrionidae).

## Soorten
Caliagrion omvat 1 soort:
- Caliagrion billinghursti (Martin, 1901)